# Њандома
Њандома (рус. Няндома) град је у Русији у Архангелској области.

## Становништво
| 1939.  | 1959.  | 1970.  | 1979.  | 1989.  | 2002.  | 2010.  |
| ------ | ------ | ------ | ------ | ------ | ------ | ------ |
| 14.906 | 21.668 | 23.366 | 22.045 | 24.826 | 22.619 | 22.356 |